# Cot Pue'u Tujuh
Cot Pue'u Tujuh är en kulle i Indonesien.   Den ligger i provinsen Aceh, i den västra delen av landet, 1 800 km nordväst om huvudstaden Jakarta. Toppen på Cot Pue'u Tujuh är 255 meter över havet.
Terrängen runt Cot Pue'u Tujuh är huvudsakligen kuperad, men västerut är den platt.Runt Cot Pue'u Tujuh är det ganska glesbefolkat, med 30 invånare per kvadratkilometer. I omgivningarna runt Cot Pue'u Tujuh växer i huvudsak städsegrön lövskog.